# Pawłowice (rejon szeptycki)
Pawłowice (ukr. Павловичі), 1951–19XX Pawliwka (ukr. Павлівка) – dawna wieś, obecnie na terenie Ukrainy, rejonu szeptyckiego obwodu lwowskiego. Leżała na południe od Uhrynowa i Nuśmic, na północny zachód od Mianowic, na wschód od Dołhobyczowa i na północ od Waręża.
Do 2024 w rejonie czerwonogrodzkim.

## Historia
Do 15 lutego 1951 Pawłowice leżały w woj. lubelskim (powiat hrubieszowski), w gminie Dołhobyczów. W 1951 roku – jako jeden z dwóch niewielkich skrawków gminy Dołhobyczów (drugim był obszar wokół Piaseczna) – zostały przyłączone do Związku Radzieckiego w ramach umowy o zamianie granic z 1951 roku. Była to jedyna część woj. lubelskiego sprzed 1939 roku, która weszła w skład ZSRR, pozostałe lubelskie gminy które zmieniły państwo w 1951 roku należały za II RP do woj. lwowskiego (do powiatów sokalskiego i rawskiego).
Po przejściu do ZSRR w chatach pawłowickich mieszkali radzieccy strażnicy graniczni. Miejscowość zniesiono w 1972 roku, a jej obszar włączony do wsi Nuśmice.